# Zusters Dienstmaagden van Maria

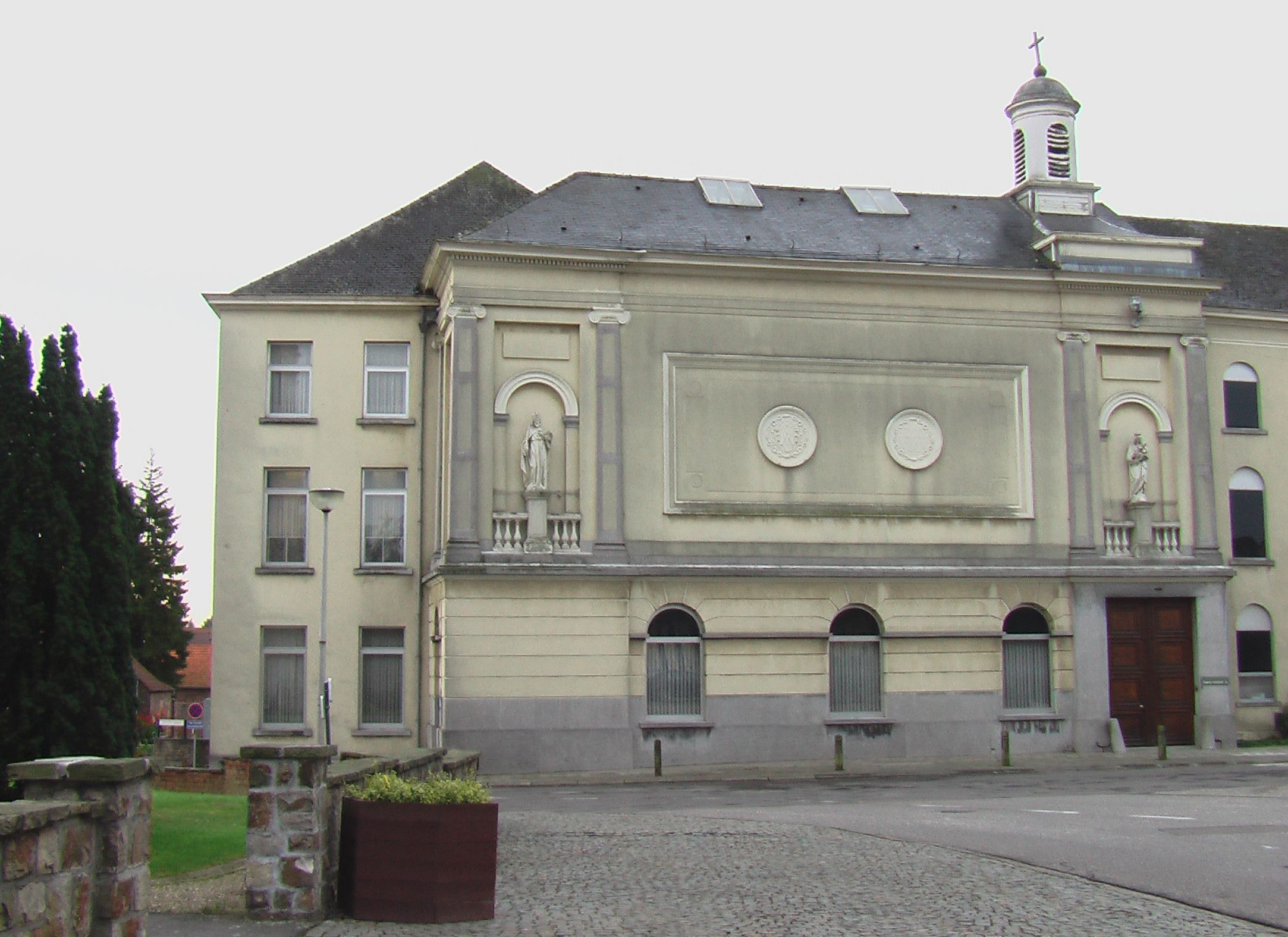
Moederhuis Klooster Zusters Dienstmaagden van Maria, Erps-Kwerps, gebouwd in 1834

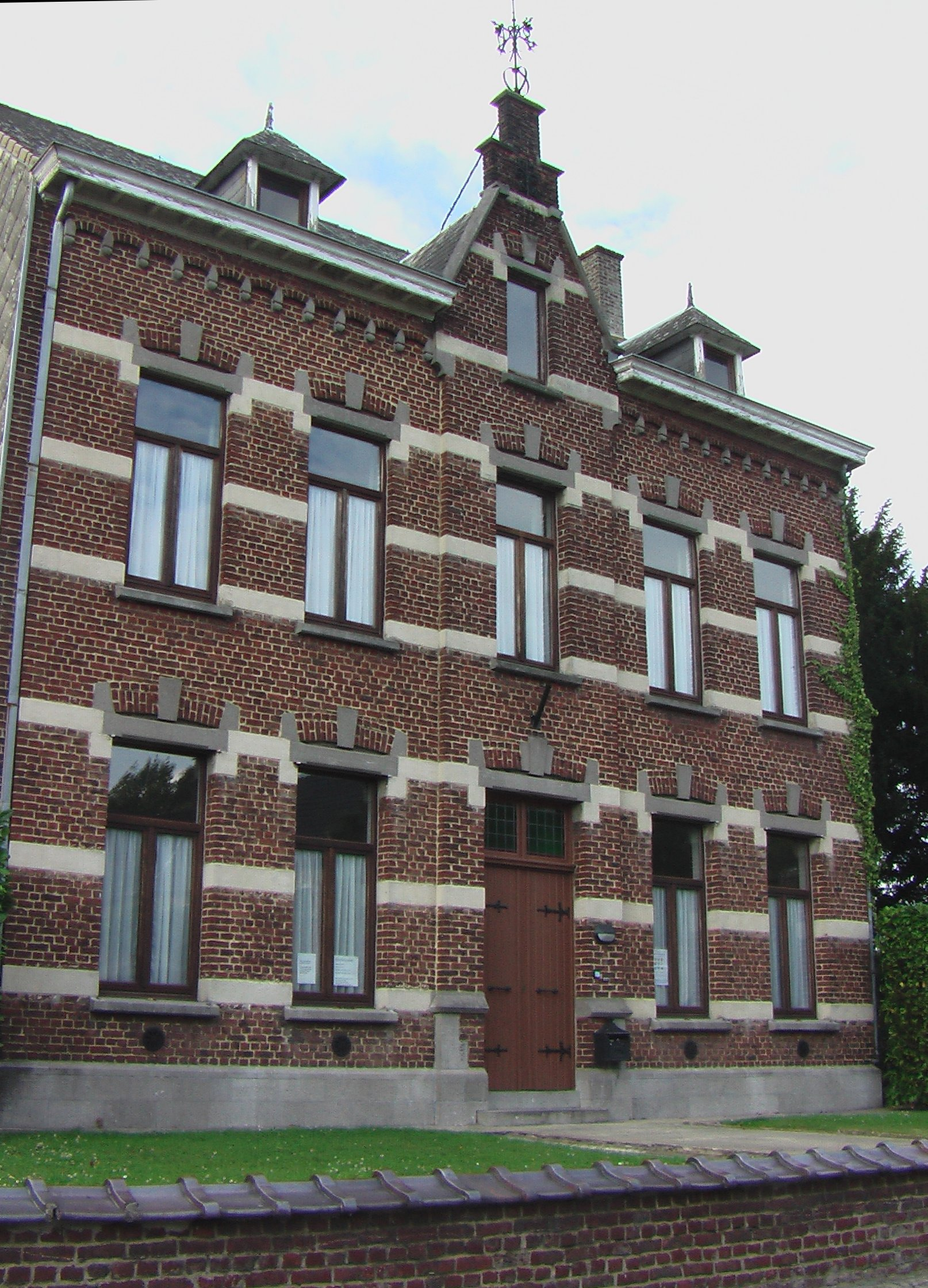
Directeurswoning voor de directeur van het klooster, Erps-Kwerps, gebouwd eind negentiende eeuw

De Zusters Dienstmaagden van Maria was een Belgische kloostercongregatie, ontstaan in Erps-Kwerps, deelgemeente van Kortenberg, België.
Een aantal religieuze juffrouwen die sinds 1816, op vraag van toenmalig pastoor De Cooman van Sint-Amandus Erps, les gaven in de Vrije Basisschool Mater Dei, wensten zich te verenigen in een congregatie.  De aartsbisschop van Mechelen, Engelbertus Sterckx, kwam in 1834 naar Erps voor de professie van de zusters, die op deze wijze gelegitimeerd werden. In de (Franstalige) geschiedschrijving wordt verwezen naar les Religieuses Servantes de Marie à Erps-Querbs (Cortenberg). Ze zwoeren trouw aan de regels van de heilige Ignatius van Loyola. Een klooster werd ingericht aan het dorpsplein van Erps, schuin tegenover de Sint-Amanduskerk. Snel volgden voor de congregatie nieuwe huizen in Kraainem, Steenokkerzeel, Nederokkerzeel, Herent (tot 1933), Sint-Stevens-Woluwe, Wijgmaal (tot 1933), Sint-Jans-Molenbeek (tot 1944), Mélin en Zonhoven (tot 2008).
Tot 1844 werden de zustergeloften door intredende dames in het Nederlands afgelegd.  Maar vanaf 1844 werd het Frans.  Het klooster had trouwens in België een goede naam voor de degelijke wijze waarop Frans werd aangeleerd.  De zusters werden toen trouwens verplicht om ook tijdens hun vrije momenten Frans met elkaar te praten. 
Eind negentiende eeuw werd het niet meer passend geacht dat de directeur van klooster en pensionaat tevens in het klooster verbleef. Voor hem werd een aparte directeurswoning gebouwd aan de overzijde van het dorpsplein. De eerste directeur die van deze woning gebruik maakte was E.H. Jozef Van de Velde. Die woning werd in 1967 aan de gemeente Erps-Kwerps verkocht om dienst te doen als pastorij. Na het vertrek van de laatste deken van Erps-Kwerps werd het huis in 2003 ter beschikking gesteld van de erfgoedvereniging van de gemeente Kortenberg.
In 1959 werd in het moederhuis van de congregatie ook een rusthuis opgericht, Onze-Lieve-Vrouw van Lourdes. De congregatie kende in 1961 53 zusters in zes huizen. In augustus 1964 ging de congregatie op in de Zwartzusters-Augustinessen van Halle.
De zusters droegen een zwart kleed, een witte bef, een witte voorhoofdsband en daarboven een zwart schouderkleed.  Op dit laatste een geborduurde blauwe M van Maria.  Aan het kleed hing aan de linkerzijde een paternoster met daaraan een groot kruis in koper.